# Andreja Legan Ravnikar
Andreja Legan Ravnikar, slovenska jezikoslovka in univerzitetna predavateljica, * 2. maj 1964, Novo mesto.
Je raziskovalka na Inštitutu za slovenski jezik Frana Ramovša ZRC SAZU in občasno predavateljica na Podiplomski šoli ZRC SAZU. V raziskovalnem delu se ukvarja predvsem s knjižno slovenščino 16. stoletja in s slovenskim strokovnim izrazjem od 16. do vključno 19. stoletja (s krščansko terminologijo in začetki oblikovanja terminologije drugih strok). Je sodelavka pri Slovarju slovenskega knjižnega jezika 16. stoletja, vodja Sekcije za zgodovino slovenskega jezika in urednica knjižne zbirke Linguistica et philologica.

## Življenje in delo
Andreja Legan Ravnikar se je rodila v Novem mestu. Osnovno šolo je obiskovala v Šmihelu pri Novem mestu, leta 1983 pa je maturirala na Gimnaziji Novo mesto. V šolskem letu 1983/84 se je vpisala na Filozofsko fakulteto v Ljubljani na študijski smeri slovenski jezik in književnost ter ruski jezik in književnost. Iz ruščine je z diplomo iz sodobnega ruskega jezika diplomirala leta 1986, iz slovenščine pa leta 1988 z diplomsko nalogo iz zgodovine knjižne slovenščine Oblikoslovna analiza samostalnikov ženskega in srednjega spola v Kreljevi Postilli slovenski. Univerzitetni študij je zaključila s strokovnim nazivom profesorica slovenskega in ruskega jezika. 
V prvi polovici leta 1989 je poučevala slovenski jezik in književnost na Osnovni šoli v Preski pri Medvodah. Jeseni 1989 je bila kot mlada raziskovalka – raziskovalna asistentka sprejeta na Inštitut za slovenski jezik Frana Ramovša ZRC SAZU. Najprej je delala v Sekciji za terminološke slovarje, od leta 1991 pa je sodelavka Sekcije za zgodovino slovenskega jezika. Leta 1996 je na Filozofski fakulteti z magistrsko nalogo iz zgodovinske terminologije Valentin Vodnik - oblikovalec slovenske terminologije: upravno-politična in vojaška terminologija - Lublanske novice 1797 pridobila znanstveni naziv magistrice slovenskega jezikoslovja. Doktorsko disertacijo z naslovom Obredna terminologija v razvoju slovenskega knjižnega jezika (Od Brižinskih spomenikov do ustalitve enotne knjižne norme sredi 19. stoletja) je leta 2002 prav tako zagovarjala na Filozofski fakulteti. Pridobila je naziv doktorica znanosti s področja jezikoslovja.
Njeno redno znanstvenoraziskovalno delo poteka na Inštitutu za slovenski jezik Frana Ramovša, kjer je članica in od leta 2018 vodja Sekcije za zgodovino slovenskega jezika. Je ena od glavnih urednikov in redaktorica nastajajočega razlagalnega zgodovinskega slovarja najstarejše knjižne slovenščine Slovar slovenskega knjižnega jezika 16. stoletja, katerega prvi zvezek (A-D) je v zaključni redakcijski fazi. Po končanem doktorskem študiju je bila leta 2002 izvoljena v asistentko z doktoratom, od leta 2005 do 2015 je bila znanstvena sodelavka, od 2015 je višja znanstvena sodelavka. Sodeluje v raziskovalnem programu Slovenski jezik v sinhronem in diahronem razvoju, ki je zelo uspešna jezikoslovna programska skupina v Sloveniji. Sodelovala je v različnih domačih in mednarodnih raziskovalnih projektih. Več let je kot področna urednica sodelovala pri projektu Dopolnitev, pregled in objava Korpusa besedil slovenskih protestantskih piscev 16. stoletja. 31. 1. 2019 je kot predstavnica inštituta, v sodelovanju s SAZU, Oddelkom za slovenistiko Filozofske fakultete in Vodnikovo domačijo obeležila začetek Vodnikovega leta z organiziranjem in predsedovanjem na interdisciplinarnem znanstvenem simpoziju Oživljeni Vodnik: Ob 200-letnici smrti Valentina Vodnika (januar 2019). Vodnikovo leto 2019 se je zaključilo z izidom znanstvene monografije (soavtorica in sourednica) Oživljeni Vodnik: Razprave o Valentinu Vodniku. 
V svojem raziskovalnem delu preučuje zgodovinski razvoj slovenske krščanske terminologije od 16. do konca 19. stoletja in oblikovanje slovenskega izrazja strokovnih področij, aktualnih v 18. in prvi polovici 19. stoletja (posebej jezikoslovno delo Valentina Vodnika). Objavila je zgodovinske besedotvorne študije strokovnega izrazja. Raziskuje pomenoslovna vprašanja prevzetih leksemov v knjižnem jeziku 16. stoletja, tudi v odnosu do prevodnih predlog. Za potrebe redakcije zgodovinskega slovarja se v zadnjih letih srečuje z raziskovalnimi izzivi zgodovinske leksikografije (problematika določanja spola in vloga etimoloških pojasnil pri prevzetih besedah, vprašanje izbora kvalifikatorjev in kvalifikatorskih pojasnil id.).
Andreja Legan Ravnikar se posveča tudi pedagoškemu delu v okviru podiplomskih (individualnih) študijskih programov slovenistike in slovenskega jezikoslovja. Na Filozofski fakulteti od leta 2005 honorarno sodeluje kot nosilka predmetov s področja zgodovinske slovnice slovenskega jezika. Konec leta 2009 je bila na Filozofski fakulteti izvoljena v docentko za slovenski jezik, v začetku leta 2015 in ponovno 2020 je naziv docentke za področje jezikoslovja obnovila na Podiplomski šoli ZRC SAZU. V okviru jezikoslovnega modula Podiplomske šole ZRC SAZU je od leta 2014 nosilka predmeta Zgodovinska leksikologija in leksikografija ter zgodovinska slovnica slovenskega jezika. Je somentorica, ocenjevalka doktorskih disertacij in članica komisij za njihov zagovor na Filozofski fakulteti Univerze v Ljubljani, Podiplomski šoli ZRC SAZU in na  Filozofski fakulteti Univerze v Mariboru. V letu 2014 je bila mesec dni gostujoča raziskovalka in predavateljica na Institutu za hrvatski jezik i jezikoslovlje v Zagrebu.
Vzporedno je ali še opravlja tudi druge strokovne in organizacijske zadolžitve. V letih 1997–1999 je bila članica upravnega odbora in blagajničarka Slavističnega društva Slovenije. Od leta 1998 je članica Slovenskega slavističnega komiteja pri Mednarodnem slavističnem komiteju. Je ena od ustanovnih članov Slovenskega društva za preučevanje 18. stoletja (2007), ki aktivno promovira in popularizira raziskovalne dosežke s področij slovenskega jezika, književnosti, zgodovine, kulturne zgodovine, glasbene in likovne umetnosti 18. stoletja na Slovenskem. Od leta 2013 je vodja jezikoslovne sekcije in od 2019 članica Izvršilnega odbora društva. Leta 2014 je postala urednica znanstvene zbirke s področja diahronega jezikoslovja Linguistica et philologica (izdajatelj Inštitut za slovenski jezik Frana Ramovša). Od leta 2017 je članica uredniškega sveta spletnega Novega etimološkega slovarja slovenskega jezika avtorice Metke Furlan.